# Volker Blust

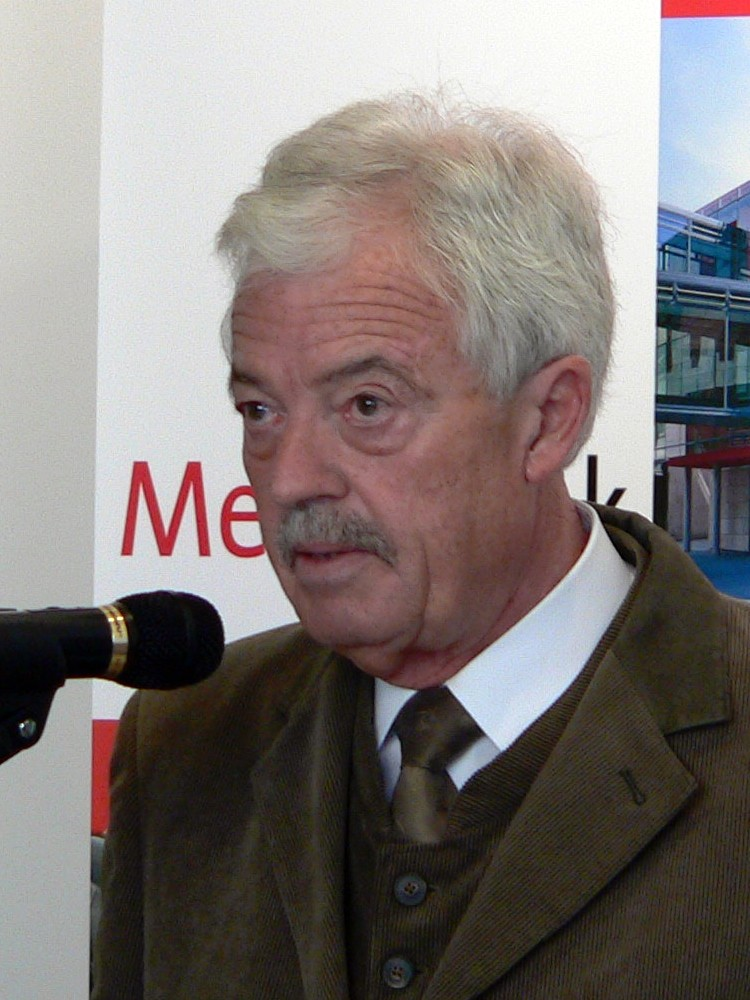
Volker Blust (2007)

Volker Blust (* 9. Dezember 1944 in Wolfach) ist ein deutscher parteiloser Kommunalpolitiker. Er war von 1992 bis 2008 Oberbürgermeister der Stadt Neckarsulm.

## Leben und Wirken
Volker Blust besuchte die höhere Handelsschule in Lahr. 1961 begann er dort eine Ausbildung für den gehobenen Verwaltungsdienst. Er war ab 1976 Leiter des Haupt- und Personalamtes der Stadt Neckarsulm und wurde 1992 mit 56 % unter zehn Bewerbern zum Oberbürgermeister Neckarsulms gewählt. Dieses Amt hatte er bis Ende Oktober 2008 inne. Er vertritt die Stadt Neckarsulm unter anderem für die CDU im Kreistag.
Regierungspräsident Johannes Schmalzl sagte bei seiner Verabschiedung aus dem Amt, dass Volker Blust „maßgeblich dazu beigetragen habe, Neckarsulm zu der attraktiven und aufsteigenden Stadt zu machen, die sie heute ist.“ In seiner Amtszeit wurden viele große kommunale Projekte realisiert, in die insgesamt 165 Millionen Euro investiert wurden, darunter der Bau der Musikschule (1994), der Mediathek (2004), der Volkshochschule (2005) und des Hauses der Jugend (2008) sowie Straßenbauprojekte, Schulhauserweiterungen und das neu entwickelte Nahverkehrskonzept (Realisierung Winter 2010/2011). Die Öko-Siedlung Amorbach mit ihrer solargestützten Nahwärme besitzt Modellcharakter und belegte erste Plätze in der Solarbundesliga. Durch günstige wirtschaftliche Rahmenbedingungen wie zum Beispiel einen niedrigen Gewerbesteuerhebesatz, günstige Grundstückspreise und schnelle und unbürokratische Entscheidungswege in der Stadtverwaltung haben sich in den Gewerbegebieten unter anderem Firmen wie die TDS AG oder die Bechtle AG angesiedelt. Durch die starke Finanzkraft der Stadt Neckarsulm wurden in den 16 Jahren seiner Amtszeit über 180 Millionen Euro an Kreisumlage gezahlt.
Volker Blust ist verheiratet und hat zwei Töchter.

## Ehrungen und Auszeichnungen
Für seine Verdienste wurde Volker Blust 2008 zum Ehrenbürger der Stadt Neckarsulm ernannt.